# Дуб нареченого
Дуб нареченого (нім. Bräutigamseiche) — відомий дуб у Додауерському лісі недалеко від Ойтіна (Шлезвіг-Гольштейн, Німеччина).
Зареєстрована пам'ятка природи. Росте поряд із лісовою дорогою, яка відгалужується від Bundesstraße 76 і має власну адресу: Bräutigamseiche, Dodauer Forst, 23701 Eutin, Germany.

## Історія та опис
Цьому дубу більш як 500 років. Дерево має окружність стовбура 5 метрів, висоту 25 метрів і ширину крони 30 метрів. Як пам'ятка природи дуб оточений дерев'яним парканом, за винятком доріжки, що веде до сходів (веде до отвору в стовбурі). Цей отвір приблизно за три метри над землею, він має глибину близько 30 см.
У 2014 році на стовбурі та гілках дуба виявили грибкову інфекцію (Laetiporus sulphureus), у зв'язку з чим деякі гілки крони підрізали.

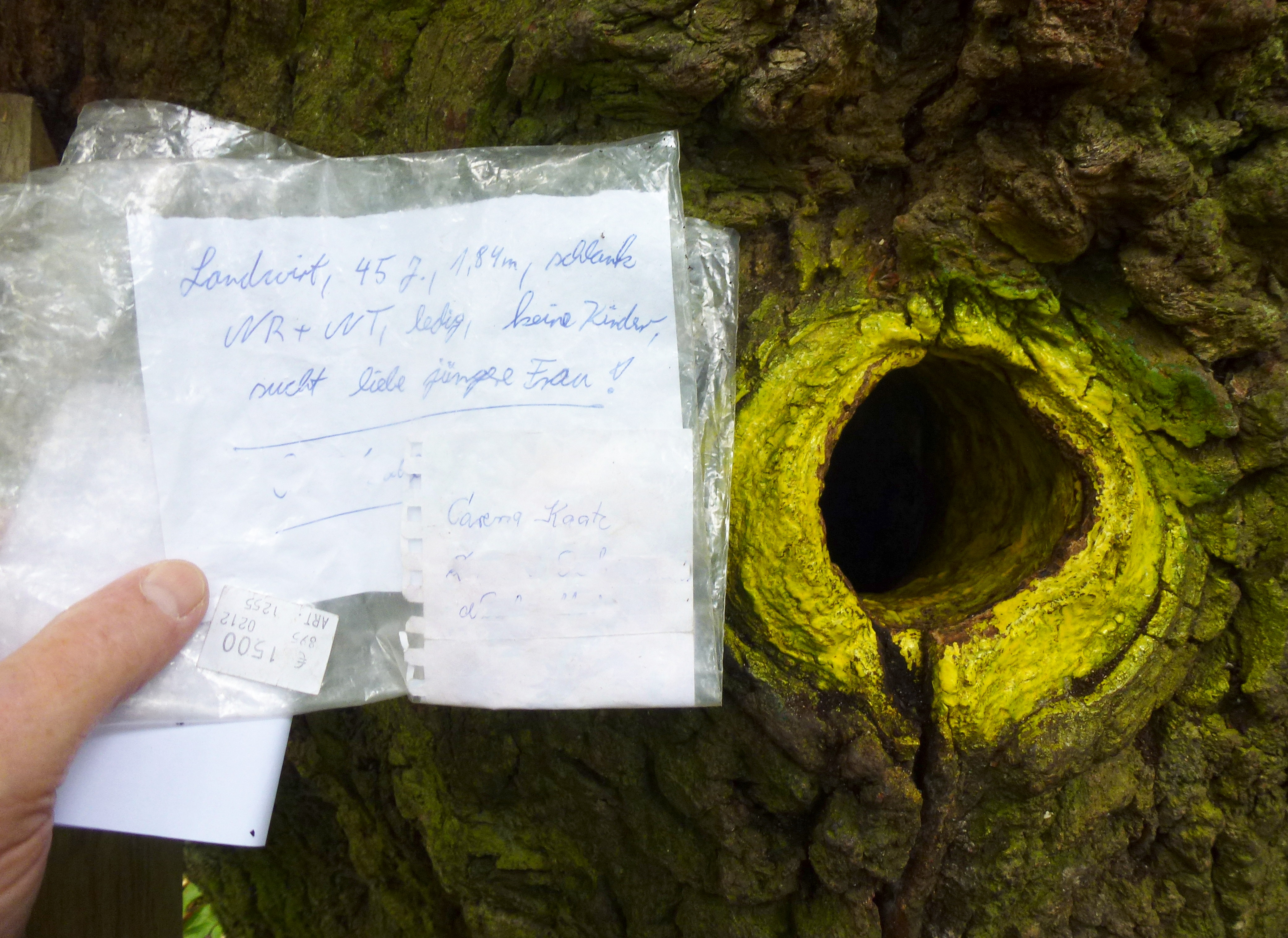
Природна поштова скринька в дуплі

Існує легенда, що дуб був посаджений на знак подяки сином кельтського вождя після того, як він був прив'язаний до дерева в лісі та визволений християнською дівчиною. Однак історики вважають, що ця легенда вигадана християнськими місіонерами для переосмислення язичницького поклоніння дубам. Однак служби все ще проводиться біля дерева в День Святого Духа.
Назва дерева походить від події в кінці ХІХ століття. Донька головного лісничого і син лейпцизького виробника шоколаду були закохані, але її батько не схвалював їх стосунки, тому вони таємно обмінювалися листами, залишаючи їх у дуплі стовбура дерева. Коли батько поступився і дав свій дозвіл, вони одружилися під деревом 2 червня 1891 року.
Ця пригода й поголос привели до того, що люди почали писали дереву послання, сподіваючись знайти партнера. У 1927 році до ствола було встановлено драбину, і пізніше поштова служба почала доставляти листи до цього дуба — як від чоловіків, так і від жінок. Для цього в стволі є дупло, куди щодня доставляється кілька листів із усього світу. Маючи конкретну адресу, дуб став громадською поштовою скринькою — будь-хто може відкривати, читати, відповідати на наявні листи. Повідомляється, що за допомогою цього відомого дуба укладено чимало шлюбів.
Опис Дуба нареченого міститься в підручнику німецької мови, виданому Інститутом Ґете. Дерево було в центрі уваги репортажу ВВС 2018 року, присвяченого Дню святого Валентина, під назвою «In Germany, the world's most romantic postbox». 19 червня 2019 року в журналі The Atlantic опубліковано оповідання репортера Джеффа Мейша з назвою «The Matchmaking Tree and the Lonely Postman», в якому він розповів історію як самого дерева, так і Карла-Гайнца Мартенса (листоноші дуба).